# Малі Кутища
Малі́ Кутища — село в Україні, у Калинівській міській громаді Хмільницького району Вінницької області. Населення становить 372 осіб.
У селі є гарний ставок, багато пам'ятників, природа мальовнича.
Село розташоване на північний захід від центру громади міста Калинівка на віддалі 30 км. 

## Географія
На північ від села є природній вододіл де беруть початок річки Постолова та Снивода. Село розташоване на лівому березі струмка Безіменного.

## Історія
Перші згадки про село Малі Кутищі ідуть від початку сімнадцятого століття, історичні записи робилися в церковній книзі, яку діти вивчали в церковно-приходській двокласній школі.
Церква св. Дмитра збудована у 1778 р. — дерев'яна триверха, на кам'яному фундаменті. Іконостас 4-ярусний. Ікона божої матері, яка згадувалась у 1790 р. як благодатна [ПЦ, c. 257—258]. У 30-х рр. XX століття Димитрівську церкву сільські активісти розібрали на будівельні матеріали. Від неї нічого не залишилось. У хаті священика в часи більшовицького режиму були дитячі ясла, згодом — клуб, пізніше утримували колгоспних телят.
При адміністративному поділі, у вісімнадцятому столітті, була організована Малокутищанська волость, Бердичівського повіту, Каменець-Подільської губернії.
У XIX ст. була у складі Вінницького повіту Подільської губернії. До складу волості входило 14 сіл. Волосним центром село було до 1914 року, потім він був переведений в село Люлинці.
Останній староста волості Євтух Кіндрат серед населення села користувався великою повагою і авторитетом. Мав неабиякі організаторські здібності і велику розумову пам'ять, про його пам'ятливість в селі ходили легенди. Був самою сильною людиною в селі. Серед волосних старостів повіту був вищий на цілу голову, чим привертав на себе увагу повітового начальства. При його господарюванні було закладено будинок двоповерхової школи, будівництво якої не було завершено через початок Першої світової війни у 1914 році. Також було збудовано жилі будівлі на чотири квартири, господарські будівлі. На незавершений другий поверх школи поставили дах, після чого школа простояла до 1985 року.
В 1985 році школу, через аварійний стан перекриття, було розібрано. Для заміни верха і підлоги потрібно було 100 м³ лісових матеріалів. Але ні місцеве господарство, колгосп «Україна» села Лемешівка, ні владні структури району і вище не зреагувати на прохання жителів села. Будівля, яка простояла більше сімдесяти років, могла ще стояти кілька разів по стільки, адже стіни були метрові і зроблені з місцевого каменю, все робилося вручну і марно пропало. Замість цієї будівлі побудували нову школу для початкових класів, невеличкий будинок на чотири кімнати.
В двадцятих роках в селі налічувалось 315 дворів, у яких проживали більше двох тисяч чоловік, тому що закономірним явищем на той час було спільне проживання в одній хаті кількох сімей. Таке споріднення родин сприяло вирішення важких життєвих проблем. Любов до праці і повага до старшого в сім'ї виховувалась з раннього дитинства.
Надмірне скупчення людей в одному місці привело до того, що потрібно було розбудовувати територію села. В 1922 році була закладена нова вулиця, так звана Нова Садиба, тепер вулиця Пушкіна (нар. осадьби). На новій вулиці заселилося 50 сімей, село перетворилось на суцільний будівельний майданчик. Окремі сім'ї, завдяки господарського відношення і любові до роботи, швидкими темпами почали збагачуватись, розширювати своє господарство, за цей час було збудовано тут вітряки, млин паровий, кілька молотарок, крупорушок, січкарень, що працювали на кінній тязі. Незабаром в селі почали будувати переробні підприємства. Появилась в селі добровільна наймана праця.
Зв'язок села із промисловими центрами Бердичів і Вінниця забезпечувала вузькоколійна залізниця, яка проходила біля села. Зупинка «Сороковий» забезпечувала регулярне відправлення вирощеної і переробленої селянами сільськогосподарської продукції до споживача. Разом з тим доставляння промислової продукції, будівельних матеріалів, знаряддя засобів виробництва здійснювалась до села регулярно. Залізниця була побудована в 1871 році і зв'язувала село також із Бродецьким цукрозаводом. Вирощена цукрова сировина із приймального пункту відправлялась прямо на завод, а перероблена заводом продукція відповідно в село.
Після революційної розрухи село почало відроджуватись, розширюватись, зростав добробут людей, формувались нові взаємовідносини між людьми в економічному і соціальному розвитку.
В 1928 році почалася в селі суцільна колективізація селян. Цей період особливо визначається високим політичним загостренням серед людей. Створюється перша сільськогосподарська артіль «Світанок», її перший голова бідняк Савчук Андрій Дмитрович, потім було створено ще дві артілі «Молодий колгоспник» і «Плугатар». Вся робоча худоба, інвентар, засоби виробництва були усуспільнені. Не усі люди ставилися доброзичливо до усуспільнення, особливо ті, хто любив чесну працю, землю-годувальницю, цінив свій труд, робив прогнози на майбутній урожай. Інша частина людей, ледачих, а їх в селі було менша частина, сприйняли це позитивно, тому що бачили в цьому кращий спосіб життя за рахунок чиєїсь праці, нажитого добра. Це було основою ворожнечі між людьми.
Були спроби людей повернути усуспільнене добро, але закінчувалось усе сумними результатами. Деяких людей було арештовано, окремих виселено із села на північ Росії. Це були перші репресивні дії Радянської влади в селі, які поступово перейшли в діючу систему.
1932 рік в селі зустрічали насторожено, вирощений на той період урожай всіх сільськогосподарських культур був високий, тільки плани заготівлі весь час збільшувались, доки не було вивезено весь урожай на заготівельні пункти. Насіння для посіву завозили централізовано з державних ресурсів під особливим контролем, пасивність а то й відкрите протистояння людей, проти таких дій держави, змусило державу організувати на місцях так звані «трудові комісії», у народі названі «Чорна мітла».
Під видом боротьби з шкідливими елементами нового ладу в окремих селян забиралися всі продукти, що були вирощені і заготовлені з присадибних ділянок, багато сімей, більша половина селян, залишились без будь-якої надії на виживання і майбутнє. Страшний голод 32-33 років забрав більше 200 чоловік. Люди мерли цілими сім'ями, трупи лежали на дорогах, у ровах, бур'янах, страх голодної смерті змушував селян витрачати всі свої сили, аби добратися до місця роботи, де було для працюючих організовано «харчування», за варишку супу і кусок хліба люди працювали, не рахуючись з часом. В цей час із трьох артілей була організована одна сільськогосподарська артіль «Нове життя» — її голова Боричко Петро. По своїй натурі був енергійною, вольовою людиною. При ньому господарством артілі були закладені перші будівлі на півночі села, де до того жив самий багатий на той час в селі хазяїн-куркуль Коренівський. В його хаті розмістили контору.
Пройшли жахливі роки нестерпних мук і поневірянь, люди змирились із своєю долею, своїм жалюгідним життям, але любов до хліборобства не згасала у серцях людей. Об'єднана сільськогосподарська артіль «Нове життя» розбудовувалась і міцніла, а витік селян із села збільшувався під любим приводом. Залишені будівлі руйнувались, заростали бур'яном, хоча артіль в районі була в числі найкращих. На зароблений трудодень люди одержували вже натуроплату зерном, іншими продуктами сільськогосподарського виробництва.
До 1941 року люди в селі жили під постійними потрясіннями. Часті зміни голів сільської ради, колгоспу, партійного секретаріату, нічні арешти.
Під німецькою владою з липня 1941. За цей період було вивезено більше 30 чоловік молоді на роботу в Німеччину. В селян забирали худобу, майно, кожухи для своїх військ. 8 березня 1944 року село було визволене на світанку.
В 1947 році нова хвиля штучного голодомору. Гнила картопля, яку добували із загнилих ям, здавалась царською їжею.
В 1953 році, після смерті Сталіна, люди в селі немов ожили, Позитивні дії уряду Малєнкова — звільнення селян від оподаткування, виділення грошей на зарплату — вселили надію в людей. У 60-х роках почали проводитись особливі експерименти на селі — кукурудза, усуспільнення корів у комуністів, нові технології у тваринництві, рослинництві негативно вплинули на селян. Молоді сім'ї переселялись до Казахстану на освоєння цілини.
З 1965 року по 1986 рік в селі перебудовано більшість жилих будівель, зроблена дорога, проведений газ, світло, що сприяло зменшенню переселень людей до інших країн, сіл, міст. (Олійник В. К.)
12 червня 2020 року, відповідно до Розпорядження Кабінету Міністрів України № 707-р, «Про визначення адміністративних центрів та затвердження територій територіальних громад Вінницької області», увійшло до складу Калинівської міської громади.
19 липня 2020 року, в результаті адміністративно-територіальної реформи і ліквідації Калинівського району, село увійшло до складу новоутвореного Хмільницького району.

## Відомі люди
- Стефан Васильович Комарницький — священик, протоієрей, був на парафіях у с. Хомутинці, с. Малі Кутища Вінницького, с. Довжок Ямпільського повіту, голова опікунської ради в селах Малі та Великі Кутища (нині Калинівського району на Вінниччині). Комарницький — швагер Степана Руданського, одружений з його сестрою Ольгою, хранитель творчої спадщини поета.

З 1876 і до кінця життя мешкав у с. Малі Кутища, де його поховали поряд із дружиною біля церкви. Селяни шанували священика, пристрасного проповідника, добру й просту людину.
Мешканка Малих Кутищ Ксенія Штейна, 1906 року народження, розповідала: «На схилку літ Комарницький ходив не піднімаючи ніг, тягнув їх. На перший тиждень посту захворів і зліг. Більшовики, увійшовши до хати, грали й примушували батюшку танцювати».
2007 року за допомогою людей поважного віку села краєзнавці розшукали могили Стефана та Ольги Комарницьких. 2008 виготовлені дві меморіальні гранітні дошки з портретами родичів і встановлені на могилах.